# بوروت ماتشكوفشك
بوروت ماتشكوفشك (بالسلوفينية: Borut Mačkovšek) مواليد 11 سبتمبر 1992 في إيزولا، هو لاعب كرة يد سلوفيني يلعب كظهير أيسر. يلعب حاليا مع نادي تسليه لكرة اليد ويحمل الرقم 16. مثل منتخب سلوفينيا لكرة اليد.

## سجل المنافسة
شارك في البطولات التالية:
- بطولة أوروبا لكرة اليد للرجال 2012
- بطولة أوروبا لكرة اليد للرجال 2016

## روابط خارجية
- بوروت ماتشكوفشك على موقع الاتحاد الأوروبي لكرة اليد (الإنجليزية)
- بوروت ماتشكوفشك على موقع الاتحاد الفرنسي لكرة اليد (الفرنسية)